# 谷頭駅
谷頭駅（たにがしらえき）は、宮崎県都城市山田町中霧島にある、九州旅客鉄道（JR九州）吉都線の駅。

## 歴史
- 1913年（大正2年）5月11日：開業[1][2]。
- 1962年（昭和37年）9月20日：貨物取扱を廃止[2]。
- 1984年（昭和59年）2月1日：荷物扱い廃止[2]。
- 1986年（昭和61年）11月1日：電子閉塞装置導入により無人化[3]。
- 1987年（昭和62年）4月1日：国鉄分割民営化により、九州旅客鉄道の駅となる[1][2]。

## 駅構造

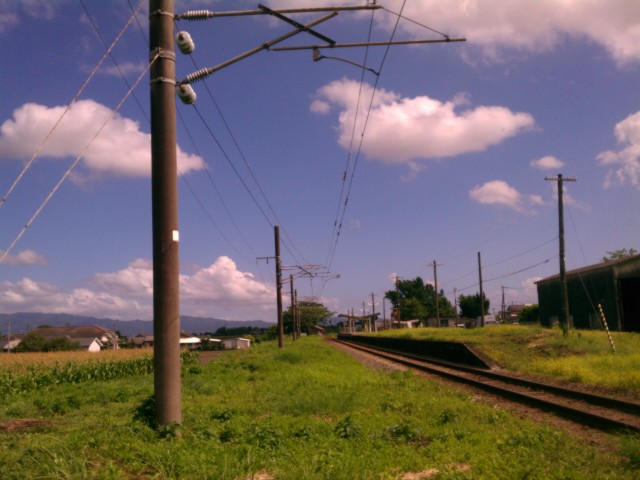
本線上に設置されていない訓練用架線（2013年7月）

島式ホーム1面2線を有する地上駅。木造駅舎が撤去された跡に待合所が設けられている。トイレは駅横の児童公園に設けられている。無人駅。
電化はされていないが、駅構内に架線柱が設置され、架線が張られている。これは電力区社員の研修・訓練用として設置されている。本来の電化区間の駅に設置すると、訓練中に、通電中の本線の架線による感電事故の危険性もあるため、あえて非電化区間に設置されている。なお、訓練用の架線には電気は流されていない。

### のりば
| のりば | 路線    | 方向 | 行先           |
| ------ | ------- | ---- | -------------- |
| 1      | ■吉都線 | 上り | 小林・吉松方面 |
| 2      | ■吉都線 | 下り | 都城方面       |

## 利用状況
2015年（平成27年）度の1日平均乗車人員は65人である。
近年の1日平均乗車人員は以下の通り。
| 年度   | 1日平均 乗車人員 |
| ------ | ---------------- |
| 1996年 | 125              |
| 1997年 | 121              |
| 1998年 | 120              |
| 1999年 | 123              |
| 2000年 | 137              |
| 2001年 | 138              |
| 2002年 | 127              |
| 2003年 | 116              |
| 2004年 | 114              |
| 2005年 | 101              |
| 2006年 | 90               |
| 2007年 | 83               |
| 2008年 | 74               |
| 2009年 | 93               |
| 2010年 | 88               |
| 2011年 | 81               |
| 2012年 | 70               |
| 2013年 | 62               |
| 2014年 | 65               |
| 2015年 | 65               |

## 駅周辺
- 山田郵便局
- 高崎観光バス「谷頭駅前」停留所 - 都城市役所・瀬茅公民館前方面
- 宮崎交通「谷頭」停留所 - 旧・山田町市街地方面

## 隣の駅
九州旅客鉄道（JR九州）
■吉都線
万ヶ塚駅 - 谷頭駅 - 日向庄内駅